# Guy Bricout
Pour les articles homonymes, voir Bricout.
Guy Bricout, né le 18 février 1944 à Caudry (Nord) est un homme politique français. Il est conseiller général puis départemental du Nord de 1994 à 2021, maire de Caudry de 1995 à 2017 et député du Nord de 2017 à 2024.

## Situation personnelle

### Études et profession
Après des études au lycée du Cateau-Cambrésis et à la faculté des sciences économiques de Lille, Guy Bricout entre en 1964 dans l'administration fiscale. Il y termine sa carrière en 2004 au grade de directeur divisionnaire et de chef de brigade domaine.

### Vie privée
Guy Bricout perd en février 2012 son fils Olivier, décédé à l'âge de 47 ans des suites d'un malaise.
Son deuxième fils, Frédéric Bricout, lui succède à la mairie de Caudry en juillet 2017, après avoir été conseiller municipal délégué à la communication, à l'organisation d'événementiels et aux associations.

## Parcours politique

### Débuts
C'est en 1971, sous le mandat de Henri Lefèvre, que Guy Bricout fait son entrée en politique en devenant conseiller municipal de Caudry. En 1983, il est élu adjoint chargé des finances, de la culture et de la jeunesse, puis en 1989 adjoint chargé des actions économiques et financières sous la mandature de Jacques Warin (PS, élu en 1989).

### Mandat départemental
Élu conseiller général du Nord dans le canton de Clary lors des élections cantonales de 1994, 2001 et celles de 2008, il remporte les élections départementales de 2015 dans le canton de Caudry en binôme avec Anne-Sophie Lécuyer. Au conseil départemental, Guy Bricout siège au sein du groupe « Union pour le Nord », majoritairement composé par des non-inscrits et des UDI-LR.
Du 2 avril 2015 au 3 juillet 2017, il est vice-président du conseil départemental du Nord chargé de l'aménagement du territoire.

### Maire de Caudry
En 1995, il se présente aux élections municipales et est élu maire de Caudry. Son mandat sera renouvelé par trois fois.
Sous son administration sont inaugurés le collège Jean Monnet, le lycée Jacquard, la salle des sports des Tullistes, le palais des sports, les deux mini stades, le pôle culturel, le cinéma Le Millénium, la salle du Val du Riot, le funérarium, et réalisés les giratoires de la rue de Saint-Quentin (proximité de la gare) et du Jeune Bois. Il fait refaire à neuf la place du Général de Gaulle, fait réaliser un théâtre, rénover la gare et continue le développement de la commune.
Réélu le 11 mars 2001 avec 72,6 % des voix, puis en 2008 où il obtient 68 % des voix au premier tour, il se représente aux élections municipales de 2014.
Conformément à la loi du 22 janvier 2014 sur le cumul des mandats, Guy Bricout démissionne de son mandat de maire après le conseil municipal du 30 juin 2017, démission effective le lendemain.

### Intercommunalité
Après en avoir été le premier vice-président chargé du développement économique de 2010 à 2014, Guy Bricout préside la communauté de communes du Caudrésis - Catésis à partir d'avril 2014 jusqu'à sa démission en juillet 2017, à la fois en raison de son engagement de ne rester que trois ans à la présidence de cette structure intercommunale et de la loi limitant le cumul des mandats, puisqu'il est élu député en juin 2017.

### Député
Suppléant de François-Xavier Villain lors des élections législatives de 2002, puis réélu à ses côtés en 2007 et 2012 sous le slogan « La passion du territoire », il est élu député dans la dix-huitième circonscription du Nord avec 63,7 % des voix au second tour des élections législatives de 2017.
Fin octobre 2017, il relaie à l'Assemblée nationale, avec des députés LR, un amendement portant sur la fiscalité des entrepôts et fourni par le Medef et la Confédération des petites et moyennes entreprises,,.
En janvier 2020, Guy Bricout propose un amendement visant à allonger le congé de deuil de cinq à douze jours consécutifs pour le décès d'un enfant mineur. Le rejet de l'amendement, par 40 voix contre 38, fait réagir de nombreuses personnalités, dont des membres de la direction du Mouvement des entreprises de France (Medef), ainsi que le président de la République Emmanuel Macron, qui appelle le gouvernement à faire « preuve d'humanité ». Cet amendement est finalement adopté en mai 2020 à l'unanimité par l'Assemblée nationale.
Il est candidat aux élections municipales de 2020 à Caudry sur la liste de son fils Frédéric, qui lui a succédé à la mairie à la suite de son élection comme député.
Le 23 juillet 2021, lors d'une manifestation contre le passe sanitaire, il est vivement pris à partie par des manifestants devant sa permanence de Cambrai. Rapidement, la vidéo de l'incident est vue plus de 150 000 fois sur Twitter et relayée par des personnalités opposées au passe sanitaire, dont François Asselineau. 
Pour l'élection présidentielle de 2022, Guy Bricout apporte son parrainage d'élu à Valérie Pécresse,. Après avoir annoncé qu'il ne se représenterait pas aux élections législatives qui suivent, il se déclare finalement candidat le 18 mars 2022, face notamment à la candidature de son suppléant, Pierre-Antoine Villain. À l'issue du premier tour, il arrive en deuxième position avec 21,85 % des voix derrière la candidate du Rassemblement national. Il est réélu au second tour avec 50,58 % des suffrages exprimés.
Alors que son deuxième mandat est écourté le 9 juin 2024 en raison d'une dissolution parlementaire décidée par Emmanuel Macron, Guy Bricout ne se représente pas aux élections législatives anticipées et soutient la candidature de Nicolas Siegler, dont son fils Frédéric Bricout est le suppléant,.

## Détail des mandats et fonctions

### À l’Assemblée nationale
- 21 juin 2017 – 9 juin 2024 : député de la dix-huitième circonscription du Nord.

### Au niveau local
- 21 mars 1971 – 13 mars 1983 : conseiller municipal de Caudry.
- 13 mars 1983 – 18 juin 1995 : adjoint au maire de Caudry.
- 28 mars 1994 – 29 mars 2015 : conseiller général du Nord (élu dans le canton de Clary).
- 19 juin 1995 – 1er juillet 2017 : maire de Caudry.
- 17 avril 2014 – 12 juillet 2017 : président de la communauté de communes du Caudrésis - Catésis.
- 2 avril 2015 – 27 juin 2021 : conseiller départemental du Nord (élu dans le canton de Caudry).
- 2 avril 2015 – 3 juillet 2017 : vice-président du conseil départemental du Nord chargé de l'aménagement du territoire.

## Décoration
- Chevalier de la Légion d'honneur[27] en 2003[28].